# Juan Pardo de Tavera

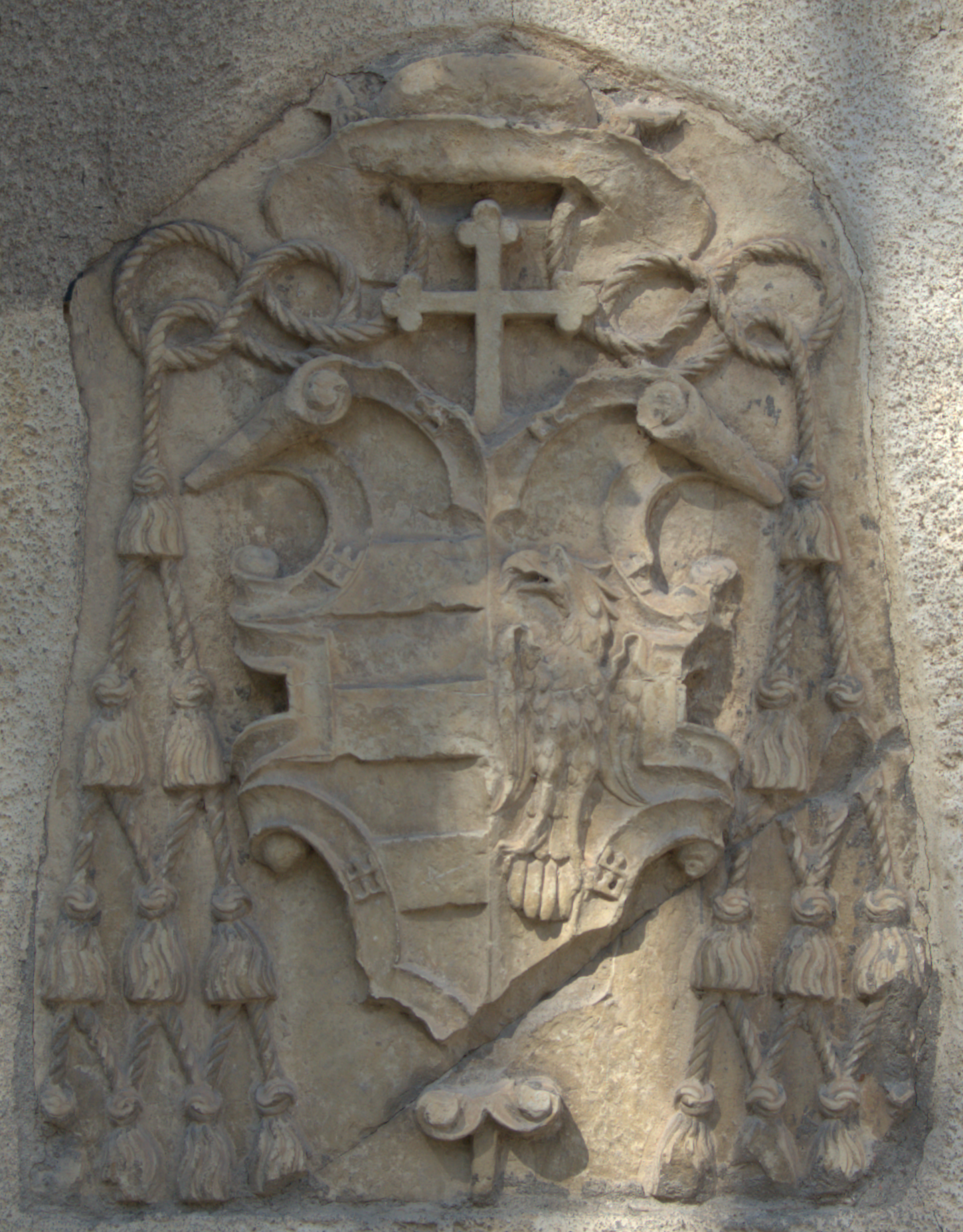
Brasão do Arcebispo.

Juan Pardo Tavera (Toro, Zamora, 16 de Maio de 1472 — Valladolid, 1 de agosto de 1545) foi um arcebispo e cardeal espanhol.

## Biografia
Filho de Arias Pardo e Guiomar Tavera, era sobrinho do bispo Diego de Deza, sob cuja influência seguiu carreira. Estudou latim, retórica e cânones em Salamanca, obtendo o título de bacharel em 1500; obteve licenciatura em decretos na Universidade de Salamanca em 1505 e foi seu reitor no mesmo ano. Debaixo do governo de seu tio, obteve a capelania na igreja paroquial de San Andrés. Mais tarde, o seguiu em Sevilha, onde se tornou cônego do capítulo da catedral em 1505 e chantre em 1506. Foi nomeado pelo rei como auditor do Conselho Supremo da Inquisição, também em 1506. Em seguida, recebeu a nomeação como provedor e vigário-geral do arcebispado e uma sucessão de benefícios simples. Também foi Visitador da Chancelaria de Valladolid (1513-1514).
Em 14 de julho de 1514, foi nomeado bispo de Cidade Rodrigo. Nesta época trabalhou perto da Corte de Carlos V, recebendo várias tarefas do rei. Por ordem do Cardeal Adriano de Utrecht, foi enviado como embaixador a Portugal para negociar o matrimônio do Rei Carlos I com a Princesa Isabel; e o do Rei João de Portugal com Dona Catarina, irmã de Carlos. Quando Adriano foi eleito Papa Adriano VI, convidou Dom Tavera para acompanhá-lo a Roma, mas ele recusou. Acedeu à presidência da Chancelaria de Valladolid em 25 de setembro de 1522, aplicando imediatamente os princípios reformadores promovidos pelo rei e seus conselheiros. Durante o desempenho deste cargo passou sucessivamente pelas sedes episcopais de Osma e Santiago.
Foi nomeado para a diocese de Osma em 31 de dezembro de 1523. Sua dedicação à Coroa permitiu-lhe chegar como arcebispo de Santiago de Compostela, nomeado em 8 de junho de 1524, ao mesmo tempo, em que presidia as Cortes de Toledo e as de Valladolid em 1525. Em 22 de setembro de 1524, assumiu a presidência do Conselho Real de Castela. Fez parte da regência em 1528, foi capelão do Imperador e de Dona Joana em 4 de abril de 1525 e batizou a Infanta Maria em julho de 1528.
Acedeu ao cardinalato em 22 de fevereiro de 1531, sendo instalado em 21 de abril de 1531 como Cardeal-presbítero de San Giovanni a Porta Latina. Três anos mais tarde, aos 27 de abril de 1534, foi transferido à arquidiocese primada de Toledo.  Não participou do conclave de 1534. Em 1535, Cardeal Tavera batizou a Infanta Joana, mas deixou de ser capelão-mor naquele ano. Empreendeu uma reforma eclesiástica na arquidiocese, centrada nos aspectos externos e nas repercussões temporais. Foi substituído da presidência de Castela em junho de 1539 e transferido pelo rei para o posto de inquisidor-geral. A morte da imperatriz em 1539 o tornou governador do reino espanhol até 1541.
Cardeal Tavera faleceu em Valladolid, onde tinha ido celebrar as exéquias da Princesa María Manuela de Portugal. Seu corpo foi depositado na capela-mor da Igreja Matriz de Valladolid, e não recebeu sepultura definitiva conforme sua vontade no Hospital de San Juan Bautista de Toledo, iniciado sob seu patrocínio em 1541, até 18 de outubro de 1552.